# Yaqout al-Rumi
Pour les articles homonymes, voir Rumi.
Yaqout al-Rumi ou ibn Abdullah al-Rumi al-Ḥamawi (en arabe : يقوت بن عبد اللّه الرومي), né à Constantinople à en 1179 et décédé à Alep en 1229, est un érudit musulman d'origine byzantine actif durant la fin de la période abbasside (XIIee–XIIIee siècles). Il est connu pour son Mu'jam al-Buldān, une œuvre influente sur la géographie contenant des informations précieuses concernant la biographie, l'histoire, la littérature ainsi que la géographie.

## Biographie
Le nom « al-Roumi » (Du pays des Roums, c'est-à-dire des Romains) est une référence à sa parenté grecque tandis qu'« al-Hamawi » (parfois écrit « al-Hamaoui ») signifie qu'il est originaire de Hama (Syrie) et que « ibn Abdoullah » signifie que son père s'appelait Abdoullah.
Il reçoit de son maître, un marchand de Bagdad, une éducation complète. Yaqout consacre une grande partie de sa vie à ses voyages en Arabie, en Syrie, en Égypte et au Khorassan, en particulier à Merv, où il séjourne peu de temps avant l'invasion mongole. 
Il acquiert une grande renommée pour ses écrits encyclopédiques dédiés au monde musulman. Ses œuvres principales sont le Mu`jam al-`Udabâ (Dictionnaire des gens instruits), écrit en 1226, ainsi que le Kitab mu`jam al-buldan (Livre des Pays) commencé en 1224 et achevé en 1228. Dans ce dernier ouvrage, ordonné par toponymes, il fait une analyse très documentée pour l'époque sur les plans historique et sociologique.
Il rédige également le al-Mushtarak wadh`a wa al-Muftaraq Sa`qa (المشترک وضعا و المفترق صعقا) dont une version est imprimée en 1845 par Ferdinand Wüstenfeld.
Il serait mort en 623 ou 624 de l'Hégire à Alep où il s'était installé, puis enterré à Bagdad,. 
L'œuvre de Yaqout influencera ses successeurs et en particulier Al-Qazwini qui s'inspirera du Livre des pays pour rédiger sa propre géographie.